# Soltero con hijas
Soltero con hijas est une telenovela mexicaine diffusée entre le 28 octobre 2019 et le 23 février 2020 sur Las Estrellas,.

## Synopsis
Nicolás est un homme célibataire et insouciant dont la vie change lorsqu'il doit prendre soin de ses trois nièces orphelines. Il reçoit l'aide de sa voisine Victoria et tombe subitement amoureux d'elle. Son plus gros obstacle sera le père de Victoria, qui tentera de rompre leur relation.

## Distribution
- Gabriel Soto : Nicolás Contreras Alarcón
- Vanessa Guzmán : Victoria Navarro
- Mayrín Villanueva : Gabriela García Pérez de Del Paso
- María Sorté : Úrsula Pérez
- Pablo Montero : Rodrigo Montero
- Laura Flores : Alondra Ruvalcaba
- Carlos Mata : Efraín Robles «El Coronel»
- René Strickler : Don Juventino del Paso
- Laura Vignatti : Ileana Barrios Sánchez
- Bárbara Islas : Coral Palma del Mar
- Paty Díaz : Dona Leona Lenteja
- Jason Romo : Montero
- Juan Vidal : Robertino Rodríguez Rodríguez «El Calamal»
- Santiago Zenteno : Père Domingo
- Mauricio Aspe : Mauricio Mijares
- Lalo Palacios : Manuel «Manito»
- Sebastián Poza Villanueva : Juan Diego «Juandi» Barrios
- Mauricio Arriaga : Samuel del Paso García
- Ruy Gaytán : Gustavo del Paso García
- Ana Tena : Alexa Paz Contreras
- Charlotte Carter : Sofía Paz Contreras
- Eivaut Richten : Nikolai
- Yhoana Marell : Bárbara
- Víctor González : Antonio Paz
- Karla Gómez : Cristina Contreras Alarcón de Paz
- Azul Guaita : Camila Paz Contreras
- Irina Baeva : Masha Simonova

## Diffusion
- Las Estrellas (2019-2020)

### Sources
- (en) Cet article est partiellement ou en totalité issu de l’article de Wikipédia en anglais intitulé « Le con du hijas » (voir la liste des auteurs).